# Eyck Zimmer
Eyck Zimmer (* 22. Dezember 1969 in Erfurt) ist ein deutscher Koch.
Eyck Zimmer erlernte den Kochberuf im Erfurter Hof, der zur Interhotelkette gehörte. Er arbeitete im Ost-Berliner Palasthotel, im Grand Hotel Regina im schweizerischen Grindelwald, in den Londoner Hotels The Dorchester, The Berkeley, The Lanesborough, Claridge’s und The Ritz, im Choupana Hills auf Madeira in Portugal und im The Lowry Hotel in Manchester, Vereinigtes Königreich. Von 2010 bis 2014 kochte er in Hong Kong, im Derby Restaurant des exclusiven Hong Kong Jockey Club.
Im August 2014 übernahm Eyck erneut die Position des Küchendirektors im andel's Hotel Berlin mit dem skykitchen Restaurant (1* Michelin ). Zuletzt und nur kurzzeitig war er als Küchenchef im  Hotel Adlon in Berlin tätig.
Der französische Verdienstorden für Landwirtschaft - Ordre du Mérite agricole wurde am 21. Juli 2014 an Eyck für Verdienste um die französische Gastronomie und Esskultur verliehen.

## Preise und Auszeichnungen (Auszug)
- Meilleur Ouvrier de Grande Bretagne (jetzt Master of Culinary Arts), 2000, Vereinigtes Königreich
- 2. Platz im Internationalen Finale des Prix Culinaire International Pierre Taittinger, 2002, Paris, Frankreich
- Zweimaliger Teilnehmer für das Vereinigte Königreich beim Bocuse d’Or in Lyon, Frankreich, 8. Platz (2003) und bis heute beste Platzierung für das Vereinigte Königreich
- Koch des Jahres, Craft Guild of Chefs, Vereinigtes Königreich
- Zweimaliger Gewinner (2004 und 2008) des Grand Prix de Cuisine at Le Trophée International de Cuisine et Pâtisserie in Paris, Frankreich
- „Manchester Koch des Jahres 2006“ und Gewinner „Bestes Restaurant des Jahres“ 2006 (Manchester Tourist Board)
- Koch des Jahres 2006 im Vereinigten Königreich[1]
- Bester Koch beim Mentor Northern Hospitality Award, 2008, Vereinigtes Königreich[2]
- Koch des Jahres 2008 in Portugal[3]
- Disciples of Escoffier, Hong Kong - SAR

Quelle: